# Olympische Sommerspiele 2008/Teilnehmer (Lettland)
| Gelbes Symbol für Goldmedaillen mit stilisierten Olympischen Ringen | Graues Symbol für Silbermedaillen mit stilisierten Olympischen Ringen | Braundes Symbol für Bronzemedaillen mit stilisierten Olympischen Ringen |
| ------------------------------------------------------------------- | --------------------------------------------------------------------- | ----------------------------------------------------------------------- |
| 1                                                                   | 1                                                                     | 1                                                                       |

Lettland nahm 2008 zum neunten Mal an Olympischen Sommerspielen teil. Für die Olympischen Sommerspiele in Peking benannte das Nationale Olympische Komitee Lettlands 50 Athleten. Fahnenträger bei der Eröffnungsfeier war der Leichtathlet Vadims Vasiļevskis, bei der Schlussfeier der BMX-Fahrer Māris Štrombergs.

## Medaillengewinner
| Goldmedaillen (1) | Goldmedaillen (1) | Goldmedaillen (1) |
| Disziplin         | Sportler          |                   |
| ----------------- | ----------------- | ----------------- |
| Radsport, BMX (M) | Māris Štrombergs  |                   |

| Silbermedaillen (1)             | Silbermedaillen (1) | Silbermedaillen (1) |
| Disziplin                       | Sportler            |                     |
| ------------------------------- | ------------------- | ------------------- |
| Leichtathletik, Speerwerfen (M) | Ainārs Kovals       |                     |

| Bronzemedaillen (1)           | Bronzemedaillen (1) | Bronzemedaillen (1) |
| Disziplin                     | Sportler            |                     |
| ----------------------------- | ------------------- | ------------------- |
| Gewichtheben, über 105 kg (M) | Viktors Ščerbatihs  |                     |

## Teilnehmer nach Sportarten

### Basketball
Frauen:
- Elīna Babkina
- Gunta Baško
- Aija Brumermane
- Anda Eibele
- Zane Eglīte
- Liene Jansone
- Anete Jēkabsone-Žogota
- Dita Krumberga
- Ieva Kubliņa
- Aija Putniņa
- Zane Tamane
- Ieva Tāre

### Beachvolleyball
Männer:
- Mārtiņš Pļaviņš
- Aleksandrs Samoilovs

### Gewichtheben
Männer:
- Viktors Ščerbatihs (Klasse über 105 kg )

### Judo
Männer:
- Vsevolods Zeļonijs (bis 66 kg)
- Jevgeņijs Borodavko (bis 90 kg)

### Kanu
Männer:
- Miķelis Ežmalis (Einer-Kanadier 500 m, Einer-Kanadier 1000 m)
- Krists Straume (Zweier-Kanadier 1000 m)
- Kristaps Zaļupe (Zweier-Kanadier 1000 m)

### Leichtathletik
Männer:
- Rolands Arājs (200 m)
- Ingus Janevics (20-km-Gehen, 50-km-Gehen)
- Jānis Karlivāns (Zehnkampf)
- Igors Kazakēvičs (50-km-Gehen)
- Ainārs Kovals (Speerwerfen )
- Dmitrijs Miļkevičs (800 m)
- Staņislavs Olijars (110 m Hürden)
- Ēriks Rags (Speerwerfen)
- Igors Sokolovs (Hammerwerfen)
- Māris Urtāns (Kugelstoßen)
- Vadims Vasiļevskis (Speerwerfen)
- Valērijs Žolnerovičs (3000 m Hindernis)

Frauen:
- Jolanta Dukure (20-km-Gehen)
- Aiga Grabuste (Siebenkampf)
- Sinta Ozoliņa (Speerwerfen)
- Inna Poluškina (3000 m Hindernis)
- Ineta Radēviča (Weitsprung)
- Ieva Zunda (400 m Hürden)

### Moderner Fünfkampf
Frauen:
- Jeļena Rubļevska

Männer:
- Deniss Čerkovskis

### Radsport

#### BMX
Männer:
- Ivo Lakučs
- Artūrs Matisons
- Māris Štrombergs

#### Straße
Männer:
- Raivis Belohvoščiks (Straßenrennen, Zeitfahren)
- Gatis Smukulis (Straßenrennen)

### Schießen
Männer:
- Afanasijs Kuzmins (Schnellfeuerpistole)

### Schwimmen
Männer:
- Andrejs Dūda (100 m Schmetterling, 200 m Lagen)
- Romāns Miloslavskis (100 m Freistil, 200 m Freistil)

### Tennis
Männer:
- Ernests Gulbis